# Colin Moynihan
Colin Berkeley Moynihan, 4. Baron Moynihan (ur. 13 września 1955 w Ashtead) – brytyjski wioślarz, polityk i działacz sportowy, srebrny medalista igrzysk olimpijskich i dwukrotny medalista mistrzostw świata.

## Kariera sportowa
Urodził się w 1955 jako drugi syn Patricka Berkeleya Moynihana, 2. Barona Moynihan i June Elizabeth Hopkins. Tytuł barona przejął po swoim starszym bracie w 1997. Jest żonaty, ma troje dzieci.
Kształcił się w Monmouth School i University College Uniwersytetu Oksfordzkiego. W 1977 brał udział w The Boat Race, jako członek osady Oksfordu odniósł zwycięstwo. 
Wystąpił na igrzyskach olimpijskich w Moskwie w 1980, gdzie osada Wielkiej Brytanii w składzie: Duncan McDougall, Allan Whitwell, Henry Clay, Chris Mahoney, Andrew Justice, John Pritchard, Malcolm McGowan, Richard Stanhope i Colin Moynihan (sternik) zdobyła srebrny medal w ósemkach. W finale uplasowali się o 2,87 sekundy za osadą NRD i o 0,74 sekundy przed osadą ZSRR. Na rozgrywanych cztery lata później igrzyskach olimpijskich w Los Angeles w tej samej konkurencji zajął piąte miejsce. 
W ósemkach zdobył także srebro na mistrzostwach świata w Monachium (1981). Ponadto zwyciężył w ósemkach wagi lekkiej na mistrzostwach świata w Kopenhadze (1978).
Moynihan jest działaczem sportowym. W latach 2005-2012 był prezesem Brytyjskiego Komitetu Olimpijskiego. Był także dyrektorem komitetu organizacyjnego Letnich Igrzysk Olimpijskich 2012 w Londynie. 
W 2012 otrzymał Order Olimpijski. 

## Polityka
Po zakończeniu kariery został politykiem. Jako członek Partii Konserwatywnej został wybrany do Izby Gmin jako reprezentant okręgu Lewisham East. W latach 1987-1990 był ministrem sportu. Dzień po Tragedii na Hillsborough odwiedził stadion u boku premier Margaret Thatcher i ministra spraw wewnętrznych Douglasa Hurda. Od 1997 jest członkiem Izby Lordów jako par dziedziczny; w latach 1997-2000 był członkiem gabinetu cieni jako minister sportu.
W 1990 współpracował z włoską policją przy zabezpieczaniu przebiegu Mistrzostw Świata w Piłce Nożnej 1990. Angielscy kibice zostali zakwaterowani w Cagliari na Sardynii, z uwagi na obawy wszczynania bójek z włoskimi kibicami i policją na kontynencie. W celu zapewnienia bezpieczeństwa włoski rząd na wyspę dodatkowe 7000 policjantów. Ostatecznie doszło do starć miedzy angielskimi kibicami i włoską policją. Po aresztowaniach do Anglii deportowano 246 osób, mimo iż większości nie udowodniono udziału w bójkach. Pod koniec lipca 1990 Margaret Thatcher odwołała Moynihana z urzędu.

## Biznes
Moynihan jest również przedsiębiorcą. Od 1978 przez 10 lat pracował w przedsiębiorstwie Tate & Lyle. Następnie był dyrektorem generalnym Ridgways Tea & Coffee Merchants. W 2023 został prezesem brytyjskiej spółki Amey.